# Eremisopus beei
Eremisopus beei là một loài chân đều trong họ Amphisopidae. Loài này được Wilson & Keable miêu tả khoa học năm 2002.